# Rare (azienda)
Rare (per un periodo utilizzò anche il marchio Rareware) è un'azienda di produzione di videogiochi fondata in Inghilterra nel 1985 dai fratelli Tim e Chris Stamper. La sede di Rare si trova a Twycross, nel Leicestershire.
Rare produce titoli per console, e iniziò in particolare con quelle Nintendo; la casa giapponese a partire dal 1994 stringerà un accordo per la produzione di titoli in esclusiva. Nel 2002 Rare viene acquisita da Microsoft e passa a sviluppare titoli per le sue console.
La società è dietro molti dei più famosi giochi Nintendo per i vari sistemi di gioco: Battletoads, GoldenEye 007, Perfect Dark, Conker's Bad Fur Day, Diddy Kong Racing, Star Fox Adventures, le serie Donkey Kong Country, Killer Instinct, Banjo-Kazooie.

## Storia
L'azienda fu fondata dai fratelli Stamper, che in precedenza avevano fondato e guidato la Ultimate Play the Game, etichetta poi ceduta alla U.S. Gold.
Gli Stamper stabilirono la Rare Ltd nel 1985 con sede a Twycross con l'intento di concentrarsi sullo sviluppo per console NES. Non era facile ottenere kit e licenze di sviluppo dalla Nintendo, esigente sulla qualità dei giochi e orientata agli sviluppatori giapponesi. Gli Stamper iniziarono con una conversione più o meno fedele per NES del loro capolavoro Knight Lore, realizzata grazie al reverse engineering della console non avendo un kit di sviluppo ufficiale. Il progetto, in collaborazione con Jaleco, convinse la Nintendo ad autorizzare la Rare come primo sviluppatore occidentale per Famicom/NES.
Il primo titolo accreditato a Rare è Slalom, uscito su Famicom a fine 1986, un gioco di sci ben lontano dai classici titoli degli Stamper, ma tecnicamente riuscito. Seguirono molti titoli per NES, tra i più notevoli R.C. Pro-Am (1987), WWF WrestleMania (1989) e le conversioni di Marble Madness (1989) e  Cabal (1988).
In tutto Rare realizzò ben 41 titoli per NES, nonché conversioni per Game Boy.
Nel 1991 arrivò un grosso successo con Battletoads, del genere picchiaduro a scorrimento allora in voga, affermando definitivamente il marchio Rare anche in Giappone. Nel frattempo il nuovo Super Nintendo divenne la piattaforma di riferimento dell'azienda.

Il logo della Rareware usato dal 1994 al 2003

Nel 1993 ci fu un'altra svolta quando Tony Harman, uomo di fiducia della Nintendo in Occidente, in cerca di un grande progetto europeo da proporre ai vertici giapponesi, esaminò un simulatore di boxe della Rare. Il gioco non andava bene, ma la tecnologia che c'era dietro gli sembrò rivoluzionaria. La Nintendo approvò allora che la Rare sviluppasse un gioco con Donkey Kong, una delle principali icone della società giapponese.
Il nuovo motore grafico della Rare per Super Nintendo riusciva a rendere in ambiente bidimensionale soggetti 3D ottimamente animati. Donkey Kong Country uscì alla fine del 1994 e fu un enorme successo, 7 milioni di copie in 6 mesi, nonostante il mondo delle console stesse ormai spingendo verso quelle di generazione successiva al Super Nintendo.
In quel periodo la Nintendo acquistò il 25% delle azioni della Rare, poi aumentate al 49%, e la Rare iniziò a pubblicare giochi con il logo Rareware.
Anche se la successiva console Nintendo, il Nintendo 64, non riuscì a dominare il mercato, Rare realizzò grandi titoli in esclusiva per la piattaforma. GoldenEye 007 e Perfect Dark riscrissero i canoni degli sparatutto in prima persona per console, Banjo-Tooie e Conker's Bad Fur Day dimostrarono in Giappone che anche dall'Europa si potevano lanciare personaggi iconici e grandi platform.
In seguito l'azienda ebbe più difficoltà con la console GameCube e ruppe infine i legami con la Nintendo.

### Periodo Microsoft
Nel 2002 l'impresa venne acquistata dalla Microsoft per 375 milioni di dollari. Rare divenne completamente una sussidiaria e fu assegnata, con poco successo, allo sviluppo di titoli per Xbox; realizzò soltanto il deludente Grabbed by the Ghoulies e Conker: Live & Reloaded. Cessò lo sviluppo per console fisse Nintendo, ma non essendoci alcuna clausola riguardante le console portatili, continuò a sviluppare titoli per Game Boy Advance e Nintendo DS.
Dal 2005 Rare venne assegnata a sviluppare per la nuova Xbox 360, e si fece notare soprattutto con Kameo: Elements of Power e Perfect Dark Zero, due dei migliori titoli di lancio della console, e il successivo Viva Piñata.
Rare perse comunque di rilevanza rispetto all'epoca pre Microsoft. I fratelli Stamper lasciarono l'azienda alla fine del 2006.
Con l'uscita della periferica Kinect, Rare decise di concentrarsi su di essa, producendo la serie di Kinect Sports.
A luglio 2017 alcune delle licenze storiche di Rare, come ad esempio Perfect Dark o Battletoads, passarono sotto proprietà Microsoft.
Nel 2018 uscì Sea of Thieves, videogioco con una forte componente cooperativa in un mondo piratesco open world. Con oltre 10 milioni di giocatori, venne poi definito dal suo produttore esecutivo la nuova proprietà intellettuale di maggior successo della sua generazione di Xbox.

## Videogiochi prodotti
I suoi giochi spesso utilizzarono tecnologie grafiche all'avanguardia. Una delle sue più popolari e acclamate serie fu quella di Donkey Kong Country per Super Nintendo Entertainment System, con l'uso di grafica 2D pre-renderizzata che diede l'impressione di tridimensionalità.
Altre serie di successo includono Banjo-Kazooie e Viva Piñata. L'eventuale nome di azienda dopo il trattino è l'editore del gioco.
- The Amazing Spider-Man (Game Boy)
- Anticipation (NES)
- Arch Rivals (conversione NES dell'arcade Midway)
- Banjo-Kazooie (N64, XBLA)
- Banjo-Kazooie: Grunty's Revenge (GBA)
- Banjo-Kazooie: Nuts & Bolts (Xbox 360) - Microsoft Studios
- Banjo-Pilot (GBA) - THQ
- Banjo-Tooie (N64, XBLA) - Nintendo, Microsoft Studios
- Battletoads (NES, Game Boy) - Tradewest
- Battletoads (Mega Drive, Game Gear) - Tradewest
- Battletoads (Arcade) - Electronic Arts
- Battletoads & Double Dragon: The Ultimate Team (NES, SNES, Mega Drive, Game Boy) - Tradewest
- Battletoads in Ragnarok's World (Game Boy) - Tradewest
- Battletoads in Battlemaniacs (SNES) - Tradewest
- Beetlejuice (NES) - LJN
- Beetlejuice (Game Boy) - LJN
- Blast Corps (N64) - Nintendo
- Cabal (conversione NES dell'arcade TAD Corporation) - Milton Bradley
- California Games (conversione NES del gioco PC Epyx) - Milton Bradley
- Captain Skyhawk (NES) - Milton Bradley
- Championship Pro-Am (Mega Drive) - Tradewest
- Cobra Triangle (NES) - Nintendo
- Conker's Bad Fur Day (N64) - Rare
- Conker: Live & Reloaded (Xbox) - Microsoft Studios
- Conker's Pocket Tales (GBC) - Rare
- Diddy Kong Racing (N64) - Rare
- Diddy Kong Racing DS (Nintendo DS)
- Digger T. Rock (NES) - Milton Bradley
- Donkey Kong 64 (N64) - Nintendo Corporation
- Donkey Kong Country (SNES, GBA, GBC, VC) - Nintendo Corporation
- Donkey Kong Country 2: Diddy's Kong Quest (SNES, VC) - Nintendo Corporation
- Donkey Kong Country 2 Advance (GBA) - Nintendo Corporation
- Donkey Kong Country 3: Dixie Kong's Double Trouble! (SNES, VC) - Nintendo Corporation
- Donkey Kong Country 3 Advance (GBA) - Nintendo Corporation
- Donkey Kong Land (Game Boy) - Nintendo Corporation
- Donkey Kong Land 2 (Game Boy) - Nintendo Corporation
- Donkey Kong Land III (Game Boy) - Nintendo Corporation
- Donkey Kong GB: Dinky and Dixie Kong (GBC) - Nintendo (versione colorata di Donkey Kong Land III solo per il Giappone)
- Donkey Kong Racing (Gamecube - non uscito)
- Double Dare (NES) - GameTek
- GoldenEye 007 (N64) - Nintendo
- Grabbed by the Ghoulies (Xbox) - Microsoft Studios
- High Speed (conversione NES del flipper Williams) - Tradewest
- Hollywood Squares (NES) - Gametek
- Indy Heat (NES) - Tradewest
- Ironsword: Wizards & Warriors II (NES) - Acclaim
- It's Mr. Pants (GBA) - THQ
- Jeopardy! (NES) - GameTek
- Jeopardy! 25th Anniversary Edition (NES) - GameTek
- Jeopardy! Junior Edition (NES) - Gametek
- Jet Force Gemini (N64) - Rare
- Jetpac Refuelled (XBLA) - Microsoft Game Studios
- John Elway's Quarterback (NES) - Tradewest
- Jordan vs. Bird: One on One (NES) - Milton Bradley
- Kameo: Elements of Power (Xbox 360) - Microsoft Studios
- Ken Griffey Jr.'s Winning Run (SNES) - Nintendo Corporation
- Killer Instict (Xbox One - Windows 10)  Microsoft Studios
- Killer Instinct (Arcade, SNES, Game Boy) - Nintendo Corporation
- Killer Instinct 2 (Arcade) - Williams
- Killer Instinct Gold (N64)
- Kinect Sports: Stagione 2 - Microsoft Studios
- Marble Madness (conversione NES dell'arcade Atari Games) - Milton Bradley
- Mickey's Racing Adventure (GBC) - Nintendo Corporation
- Mickey's Speedway USA (N64) - Nintendo Corporation
- Mickey's Speedway USA (GBC) - Nintendo Corporation
- Monster Max (Game Boy) - Titus
- Narc (conversione NES dell'arcade Williams) - Acclaim
- A Nightmare on Elm Street (NES) - LJN
- Perfect Dark (N64) - Rare
- Perfect Dark (GBC) - Rare
- Perfect Dark Zero (Xbox 360) - Microsoft Studios
- Pin Bot (conversione NES del flipper Williams) - Nintendo Corporation
- Pirates! (conversione NES del gioco PC) - Ultra Games
- Rare Replay (2015) (Xbox One)
- R.C. Pro-Am (NES) - Nintendo
- R.C. Pro-Am II (NES)
- Sabre Wulf (GBA) - THQ
- Sea of Thieves (Xbox One- Windows 10 - Project Scorpio) - Microsoft Studios
- Sesame Street: 1-2-3 (NES) - Hi Tech
- Sesame Street: A-B-C (NES) - Hi Tech
- Sesame Street ABC & 123 (NES) - Hi Tech
- Silent Service (conversione NES del gioco PC Microprose) - Ultra Games
- Slalom (NES) - Nintendo
- Snake Rattle 'n' Roll (NES) - Nintendo
- Snake Rattle 'n' Roll (Mega Drive) - Sega/Tradewest
- Sneaky Snakes (Game Boy) - Tradewest
- Solar Jetman: Hunt for the Golden Warpship (NES sequel to Jetpac and Lunar Jetman) - Tradewest
- Star Fox Adventures (GameCube) - Nintendo
- Super Glove Ball (NES) - Mattel
- Super Off Road (conversione NES dell'arcade Leland) - Tradewest
- Super R.C. Pro-Am (Game Boy) - Nintendo
- Taboo: The Sixth Sense (NES) - Tradewest
- Time Lord (NES) - Milton Bradley
- Ultimate Race
- Viva Piñata (Xbox 360) - Microsoft Studios
- Viva Piñata: Trouble in Paradise (Xbox 360) - Microsoft Studios
- Viva Piñata: Pocket Paradise (Nintendo DS) - Microsoft Studios
- Wheel of Fortune (NES) - GameTek
- Wheel of Fortune Family Edition (NES) - GameTek
- Wheel of Fortune Junior Edition (NES) - Gametek
- Who Framed Roger Rabbit (NES) - LJN
- Wizards & Warriors (NES) - Acclaim
- Wizards & Warriors Chapter X: The Fortress of Fear (Game Boy) - Acclaim
- Wizards & Warriors III Kuros: Visions of Power (NES) - Acclaim
- World Games (NES) - Milton Bradley
- WWF Superstars (Game Boy) - LJN
- WWF WrestleMania (NES) - Acclaim
- WWF WrestleMania Challenge (NES) - LJN
- X The Ball (arcade) - Capcom/Brent Walker/Tecmo